# Konrad Rowiński
Konrad Antoni Rowiński (ur. 7 listopada 1958 w Lubaniu) – polski samorządowiec, administratywista, od 1998 do 2010 burmistrz Lubania.

## Życiorys
Uczęszczał do szkół podstawowych nr 5 i 6, a następnie do Liceum Ogólnokształcącego im. Adama Mickiewicza w Lubaniu. Studiował na Wydziale Prawa i Administracji Uniwersytetu Wrocławskiego, uzyskując w 1986 tytuł zawodowy magistra administracji. Ponadto jest absolwentem studiów podyplomowych na tej uczelni oraz na Akademii Ekonomicznej im. Oskara Langego we Wrocławiu. Kształcił się też w duńskim mieście Grenaa.
Od początków przywrócenia samorządu gminnego w Polsce w 1990 związany z działalnością samorządową. W tym samym roku został wybrany do Rady Miasta Lubań I kadencji, w której zasiadał do 2002. Do 1998 pełnił także funkcję wiceburmistrza miasta. W 1998 Rada Miasta Lubania III kadencji powołała go na stanowisko burmistrza. W bezpośrednich wyborach samorządowych w 2002 i 2006 uzyskiwał reelekcję na kolejne kadencje. Należał do współtwórców Związku Gmin Kwisa, skupiającego 12 gmin leżących w dorzeczu tej rzeki. W wyborach w 2010 nie został ponownie wybrany na urząd burmistrza, przegrywając w drugiej turze. Powołany następnie na stanowisko wicestarosty powiatu lubańskiego. W 2014 wybrany na radnego powiatu lubańskiego V kadencji, mandat utrzymywał również w 2018 i 2024. W 2014 został etatowym członkiem zarządu powiatu. W 2018 i 2024 ponownie powoływano go na wicestarostę.
Był członkiem Kongresu Liberalno-Demokratycznego, z ramienia którego ubiegał się o mandat posła w wyborach w 1993. Następnie związany z Unią Wolności i od 2001 z Platformą Obywatelską, został przewodniczącym lokalnych struktur tej partii. W wyborach w 2019 z listy Koalicji Obywatelskiej ponownie bez powodzenia kandydował do Sejmu.
Jest bratem żony Grzegorza Schetyny.

## Odznaczenia
- Odznaka Honorowa za Zasługi dla Samorządu Terytorialnego – 2025[11]